# Peter Tillemans
Pour les articles homonymes, voir Tilemann.
Ne doit pas être confondu avec Simon Peter Tilemann.
Peter Tillemans (1684-1734) est un peintre flamand qui fit carrière en Angleterre. Il est, avec John Wootton et James Seymour (en), regardé comme l'un des pionniers des scènes de chasse et équestres en Grande-Bretagne.

## Biographie
Tillemans est né en 1684 à Anvers, fils d'un tailleur de diamant. Ses maîtres en peinture ne sont pas connus. En 1708, il part avec son beau-frère, le peintre Pieter III Casteels, faire carrière à Londres, répondant à l'invitation d'un marchand d'art appelé Turner qui les charge de copier des scènes de batailles, entre autres d'après Jacques Courtois, ainsi que des scènes de genre, dans le style de David Teniers le Jeune.
Il reçoit très vite des commandes officielles de la part de la Couronne, d'abord pour décorer le palais de Westminster, puis la Chambre des lords (vers 1710). En 1711, il intègre l'académie de peinture fondée par Godfrey Kneller et y enseigne l'art du paysage ; parmi ses élèves, on compte Arthur Devis. Un certain Cox Macro (1683-1767) fut son principal mécène, par lequel Tillemans reçut le plus de commandes de restauration, de batailles, de tableaux de conversation, car ce peintre survécut principalement par ce biais-là, ce qui ne l'empêcha pas de produire un travail remarquable. En 1717, son portrait de la famille royale lui vaut un début de notoriété parmi l'aristocratie. En 1719, le mécène et collectionneur James Brydges lui passe commande de 500 dessins dans le but de publier un recueil topographique sur le Northamptonshire.
Il rejoint le Rose and Crown Club, et George Vertue témoigne également qu'il faisait partie de la guilde des Virtuosi of St Luke.
À compter de 1720, Tillemans accélère sa production de tableaux et s'oriente, suivant l'évolution du goût, vers la représentation de scènes de chasse, de chiens, et de courses de chevaux. En 1723, Claude Dubosc interprète en gravures quatre de ces scènes, qui sont parmi les premières jamais imprimées en Angleterre.
Tillemans devient alors l'un des maîtres de ce nouveau type de scène de genre et se lie d'amitié avec John Wootton : les deux peintres réussissent le mariage du paysage et des activités nobles en plein air, le cheval restant l'apanage des grandes familles foncières du pays, lesquelles passent commande de nombreux tableaux les représentant auprès de leur animal préféré ; ils plantent leurs chevalets à Newmarket, là où se déroule les principales courses hippiques. Une toile comme The Thames at Twickenham (1725) représente des gens aux bords de la Tamise, pratiquant la balade à cheval, et des haleurs, un pêcheur, le tout sur fond de maisons cossues, et sur l'eau, le canotage et le transport de biens : c'est la plus ancienne représentation de ce genre.
En 1724, il participe aux côtés de Joseph Goupy à l'élaboration de toiles pour des scénographies destinées au Haymarket Opera House.
La réputation de Tillemans ne faiblit pas durant les dix années suivantes : il peint de nombreuses maisons de villégiature, des scènes de chasse avec leurs équipages, mais aussi des paysages, comme cette View of Richmond from Twickenham Park, gravée par Peter Paul Benazech. Les deux dernières commandes lui sont passées par Alexander Pope, une série de vues topographiques de sa maison de campagne située au bord de la Tamise, ainsi que d'autres vues pour le comte de Radnor.
Tillemans meurt le 5 décembre 1734 dans la maison de son mécène Cox Macro (qui deviendra le chapelain du roi George II), située à Little Haugh Hall, Norton, dans le Suffolk : la veille, il était occupé toute la journée à finir un tableau représentant un cheval de course.
Il influence des peintres tels que Petrus Johannes van Reysschoot (1702-1772), flamand actif à Londres.

## Galerie

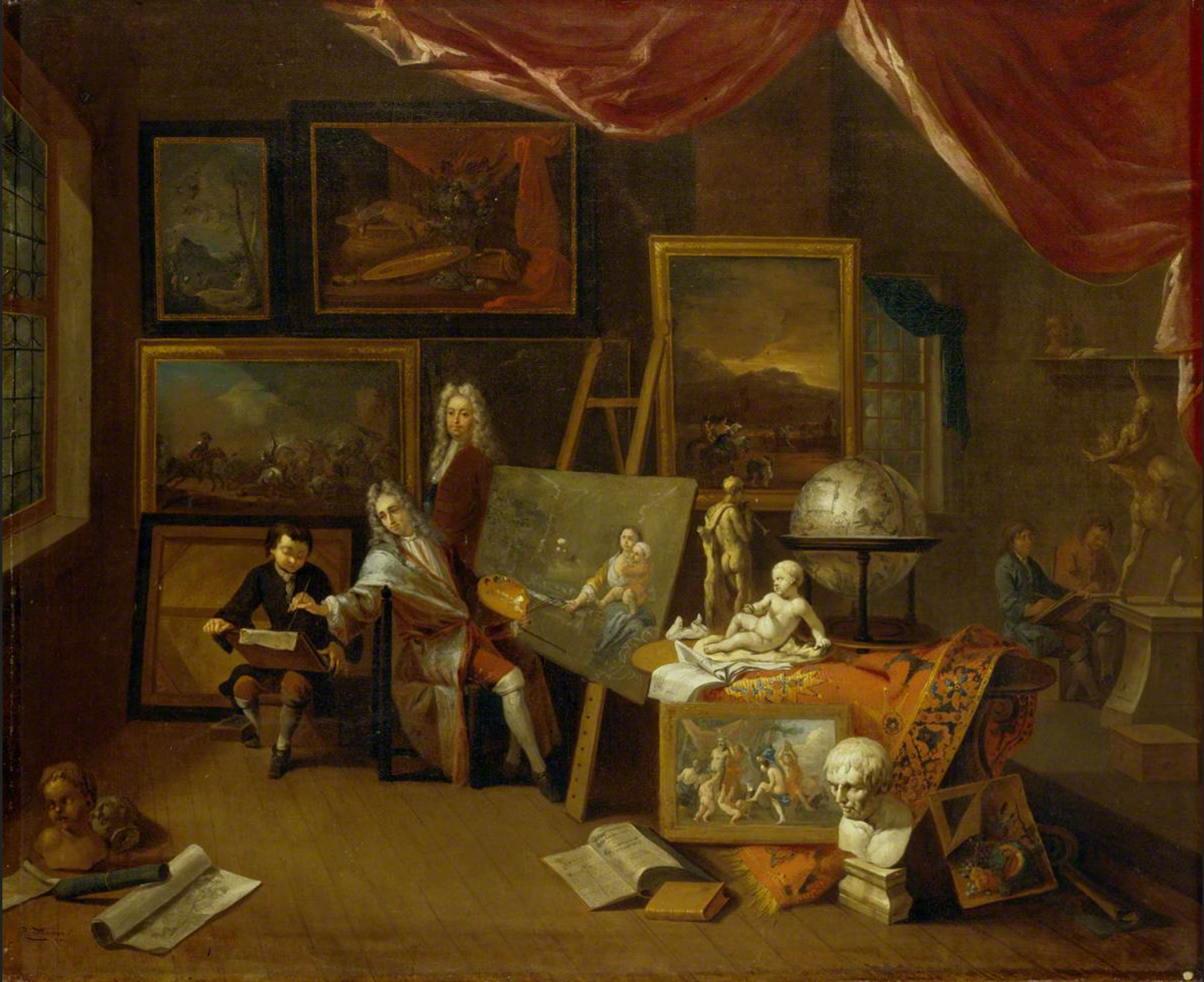
The Artist's Studio (1716), château de Norwich
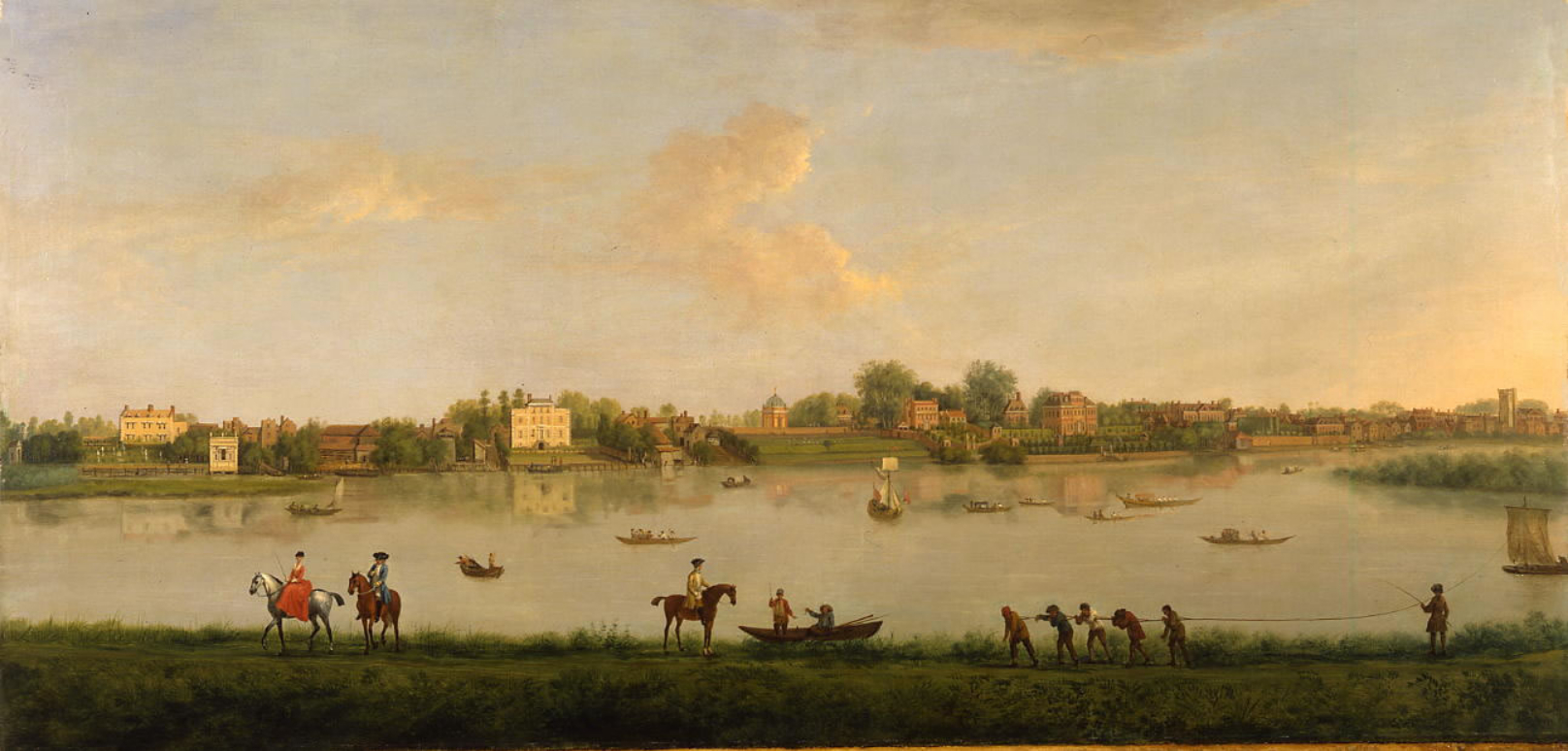
The Thames at Twickenham (une des six versions, 1725), The Twickenham Museum
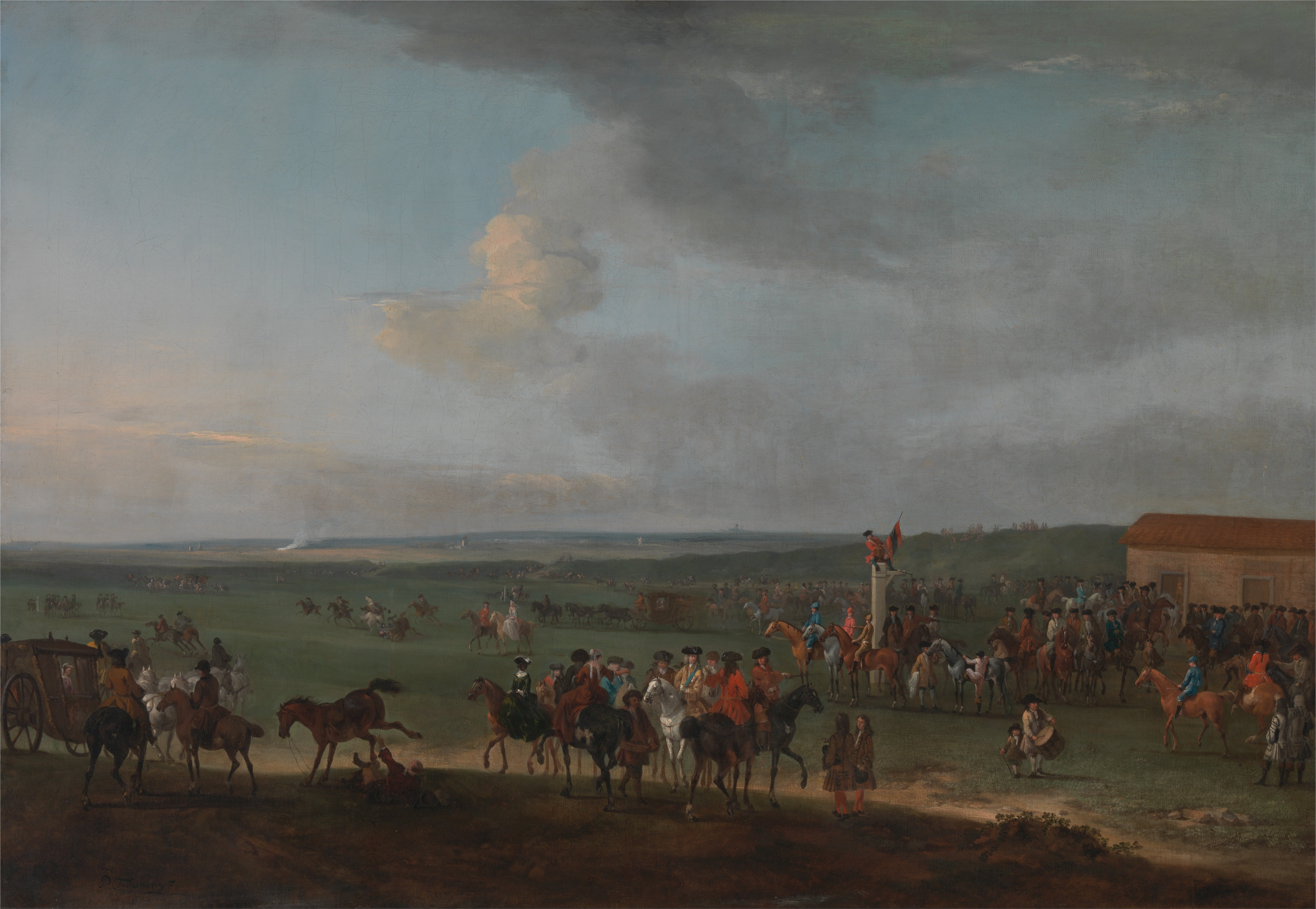
The Round Course at Newmarket, Cambridgeshire, Preparing for the King's Plate (1725), Yale Center for British Art